# Gran Premi de la Indústria i l'Artesanat de Larciano 2017
El Gran Premi de la Indústria i l'Artesanat de Larciano 2017 va ser la 40a edició del Gran Premi de la Indústria i l'Artesanat de Larciano, una cursa ciclista d'un dia que es disputà el 5 de març de 2017. La cursa formava part del calendari de l'UCI Europa Tour 2017 amb una categoria 1.HC.
El vencedor fou Adam Yates, que s'imposà a l'esprint als seus dos companys d'escapada.

## Equips
L'organització convidà a 19 equips a prendre part en aquesta cursa.
| WorldTeams (7)- Bahrain-Merida - Bora-Hansgrohe - Cannondale-Drapac - Katusha-Alpecin - Movistar Team - Orica-Scott - UAE Team Emirates Equips continentals professionals (6)- Androni Giocattoli - Bardiani CSF - Gazprom-RusVelo - Nippo-Vini Fantini - Novo Nordisk - Wilier Triestina-Selle Italia Equips continentals (5)- 0711/Cycling - D'Amico-Utensilnord - GM Europa Ovini - Sangemini-MG.Kvis - Unieuro Trevigiani-Hemus 1896 Equip nacional- Itàlia |
| |

## Classificació final
| \| Classificació general \| Classificació general \| Classificació general \| Classificació general \| Classificació general \| \| Corredor \| Corredor \| Equip \| Temps \| \| \| --------------------- \| -------------------------- \| ----------------------------- \| --------------------- \| --------------------- \| \| 1r \| Adam Yates \| Orica-Scott \| 4h 50' 00" \| \| \| 2n \| Richard Carapaz Montenegro \| Movistar Team \| + 0" \| \| \| 3r \| Rigoberto Urán \| Cannondale-Drapac \| + 0" \| \| \| 4t \| Mattia Cattaneo \| Androni-Sidermec-Bottecchia \| + 2" \| \| \| 5è \| Egan Bernal Gómez \| Androni-Sidermec-Bottecchia \| + 2" \| \| \| 6è \| Simon Clarke \| Cannondale-Drapac \| + 4" \| \| \| 7è \| Francesco Gavazzi \| Androni-Sidermec-Bottecchia \| + 17" \| \| \| 8è \| Filippo Pozzato \| Wilier Triestina-Selle Italia \| + 18" \| \| \| 9è \| Paolo Totò \| Sangemini-MG.Kvis \| + 18" \| \| \| 10è \| José Joaquín Rojas Gil \| Movistar Team \| + 19" \| \| |                            |                               |            |
| |                            |                               |            |
| Font: ProCyclingStats |                            |                               |            |
| Classificació general |                            |                               |            |
| Corredor | Corredor                   | Equip                         | Temps      |
| 1r | Adam Yates                 | Orica-Scott                   | 4h 50' 00" |
| 2n | Richard Carapaz Montenegro | Movistar Team                 | + 0"       |
| 3r | Rigoberto Urán             | Cannondale-Drapac             | + 0"       |
| 4t | Mattia Cattaneo            | Androni-Sidermec-Bottecchia   | + 2"       |
| 5è | Egan Bernal Gómez          | Androni-Sidermec-Bottecchia   | + 2"       |
| 6è | Simon Clarke               | Cannondale-Drapac             | + 4"       |
| 7è | Francesco Gavazzi          | Androni-Sidermec-Bottecchia   | + 17"      |
| 8è | Filippo Pozzato            | Wilier Triestina-Selle Italia | + 18"      |
| 9è | Paolo Totò                 | Sangemini-MG.Kvis             | + 18"      |
| 10è | José Joaquín Rojas Gil     | Movistar Team                 | + 19"      |